# Премия Карла Цейса
Премия Карла Цейса (нем. Carl-Zeiss-Forschungspreis, с 2016 года англ. ZEISS Research Award)  — награда, присуждаемая за выдающиеся исследования в области оптики. Названа в честь Карла Цейса. 
Вручалась Фондом Эрнста Аббе (нем. Ernst-Abbe-Stiftung) раз в два года с 1990 по 2013 год, её вручение чередовалось с вручением награды в честь Отто Шотта (нем. Otto-Schott-Forschungspreis). Фонд Эрнста Аббе выделился из Фонда Карла Цейса (нем. Carl-Zeiss-Stiftung) в 1992 году, но сохранил название премии. Размер премии составлял 25000 Евро. С 2016 года премия вручается компанией Carl Zeiss AG. Размер премии стал составлять 40000 Евро. Премией были награждены четыре лауреата Нобелевской премии.

## Лауреаты
Премией были награждены:
| Год  | Лауреат                                                                            | Обоснование награды |
| ---- | ---------------------------------------------------------------------------------- | --- |
| 1990 | Филипп Гранжье                                                                     | |
| 1990 | Джеймс Р. Тейлор (англ. James R. Taylor)                                           | «For his work in the field of lasers, where he achieved major advances in the generation and application of ultrashort light pulses.»                                                       |
| 1990 | Норберт Штрайбль (нем. Norbert Streibl)                                            | |
| 1992 | Ахмед Зевейл                                                                       | |
| 1992 | Ёсихиса Ямамото                                                                    | «For his pioneering work on radiation processes in micro-resonators and the generation of non-traditional radiation which is of fundamental importance for communication with laser light.» |
| 1994 | Генрих Браунингер (нем. Heinrich Bräuninger) Бернд Ашенбах (нем. Bernd Aschenbach) | |
| 1996 | Эрик Аллин Корнелл Дитер Поль                                                      | |
| 1998 | Урсула Келлер                                                                      | «For her pioneering work on the generation of high-power, ultrashort laser pulses using solid state lasers.»                                                                                |
| 1998 | Ференц Краус                                                                       | «For his groundbreaking work on the generation of ultrashort laser pulses using dispersive dielectric mirrors.»                                                                             |
| 2000 | Урсула Шмидт-Эрфурт (нем. Ursula Schmidt-Erfurth)                                  | «For the development of basic principles of photodynamic therapy on the eye.» |
| 2000 | Сюдзи Накамура                                                                     | «For the development of high-brightness, blue light-emitting and laser diodes.» |
| 2002 | Штефан Хелль                                                                       | «For his pioneering achievements in basic research and applications for high-resolution microscopy.»                                                                                        |
| 2004 | Марк Касевич (нем. Mark Kasevich)                                                  | «For his research work on precision atom interferometers.» |
| 2006 | Курт Буш Мартин Вегенер                                                            | |
| 2007 | Цзюнь Е                                                                            | |
| 2009 | Хуан Игнасио Сирак Райнер Блатт                                                    | «For their revolutionary experimental and theoretical work in the field of quantum information, and for the concepts and ideas they developed in quantum optics.»                           |
| 2011 | Джеймс Фудзимото                                                                   | |
| 2013 | Анн Л’Юилье                                                                        | «For her pioneering work in the field of high harmonic generation.» |
| 2016 | Фёдор Железко Йорг Врахтруп                                                        | «For their outstanding work on quantum technology with optically addressable spins in diamond»                                                                                              |
| 2018 | Тобиас Киппенберг Жан-Пьер Вольф                                                   | |
| 2020 | Пань Цзяньвэй                                                                      | |